# اوسوالدو گونزالس
اوسوالدو گونزالس (اسپانیایی: Osvaldo González‎؛ زاده ۱۰ اوت ۱۹۸۴) یک بازیکن فوتبال اهل شیلی است.

## تیم ملی
وی همچنین در تیم ملی فوتبال شیلی بازی کرده‌است.